# Ali Küçükaydın
Ali Küçükaydın (* 12. November 1948 Landkreis Saimbeyli der Provinz Adana) ist ein türkischer Beamter und Politiker der AKP.
Ali Küçükaydın absolvierte ein Studium im Bereich der öffentlichen Verwaltung an der Fakultät für Politikwissenschaft der Universität Ankara. Danach war Küçükaydın Kaymakam für die Landkreise Sarıoğlan und Kangal. Er war Leiter des Direktorats für Rechtsangelegenheiten in Gümüşhane. In weiterer Folge war Ali Küçükaydın Kaymakam für die Landkreise Çamardı, Aybastı, Orhaneli, Erdemli und Orhangazi. Nach seiner Beförderung wurde er zum stellvertretenden Gouverneur der Provinzen Diyarbakır, Manisa und Gaziantep ernannt. In der 22. Legislaturperiode der Großen Nationalversammlung der Türkei war er Abgeordneter der Provinz Adana. Diese Position bekleidet Ali Küçükaydın auch in der 23. Legislaturperiode nach den Parlamentswahlen in der Türkei 2007.
Ali Küçükaydın spricht Französisch, ist verheiratet und Vater von drei Kindern.